# جنگ ایران و عثمانی (۱۸۳۹–۱۸۳۸)

## دلایل آغاز جنگ
در مواد معاهدهٔ ارزنة الروم مورخ سال ۱۲۳۹ هجری از لحاظ تعیین نوار مرزی دو دولت و مشخصات جغرافیایی نقاط سرحدی، چندان واضح و قطعی نبود و چنان‌که قبلاً گفته شد، در مقدمهٔ معاهده فقط اشاره شده بود به این‌که حدود دولت‌ها، همان حدودی باشد که در عهدنامهٔ سال ۱۱۵۹ (دورهٔ سلطنت نادر شاه افشار) تعیین شده‌است. بدین ترتیب مرزداران عثمانی و گردانندگان سیاست تجاوزکارانه و توسعه طلبانهٔ آن دولت می‌توانستند برای دست اندازی و تجاوز به خاک ایران بهانه‌هایی به دست آورند. به ویژه که وجود ایلات و عشایر مرزی که عادت به ییلاق و قشلاق داشتند، ایجاد چنین بهانه‌هایی را تسهیل می‌کرد.

## رونق تجاری در بندر خرمشهر
بر اثر حسن سلوک مأمورین دولت ایران درخرمشهر با بازرگانان و تسهیلاتی که برای صدور و ورود کالاهای تجارتی فراهم می‌ساختند، بازار دادوستد این بندر بر بندر بصره که در کنار شط العرب و متعلق به دولت عثمانی بود، پیشی گرفت و درآمد پاشای بغداد که بصره را نیز در قلمرو حکومت خود داشت، از بصره کاهش یافت و پاشای بغداد که در این موقع علیرضا پاشا نام داشت، در پی فرصت می‌گشت تا ضربتی به بندر فعال ایران وارد سازد.

## آغاز جنگ میان ایران و عثمانی در جبهه خرمشهر
هنگامی که محمد شاه در اوایل سال ۱۲۵۴ هجری هرات را در محاصرهٔ سپاه خود گرفته بود، پاشای بغداد موقع را مغتنم شمرد و به خرمشهر هجوم برد. حاکم و پادگان محلی و جمعی از بومیان ایران مردانه دفاع کردند، ولی در برابر سپاه زمینی و دریایی پاشا شکست خوردند و تلفات بسیار دادند. سپاه عثمانی، چنان‌که شیوهٔ ناپسند آنان بود، شهر را غارت کردند و جمعی از مردان را به قتل رساندند و عده‌ای از زنان و دختران ساکن خرمشهر و بنی کعب را به اسارت بردند.
محمد شاه، پس از شنیدن خبر تجاوز نیروی عثمانی به خاک ایران، در اوایل شعبان ۱۲۵۴ هجری میرزا جعفر خان مشیر الدوله (مشیر الملک سابق) سفیر سابق ایران در دربار عثمانی را به همراهی حسین خان آجودانباشی که مأمور دربارهای انگلستان و فرانسه و اتریش بود و از راه استانبول می‌بایستی به اروپا برود، به استانبول فرستاد. مشیر الدوله و آجودانباشی در نیمهٔ ماه رمضان ۱۲۵۴ به استانبول رسیدند و با سلطان محمود دوم ملاقات کردند. سفیر ایران از صدراعظم و وزیر خارجهٔ عثمانی خواست که دولت عثمانی، خسارات وارده بر خرمشهرو مردم آن شهر را جبران کند و پاشای بغداد را به کیفر اعمال خودسرانهٔ خویش برساند و ضمناً از جانب محمد شاه به سلطان اعلام نمایند که اگر پیشنهاد ایران مورد قبول واقع نشود، «دولت ایران این کینه را باز خواهد جست و زیان خرمشهر را باز خواهد گرفت».

## جنگ در جبهه کردستان
اندکی قبل از فوت سلطان محمود دوم، چون عبداللّه پاشا بابان پاشای سلیمانیه و دست نشاندهٔ ایران از اجرای فرمان حکومت مرکزی سرپیچیده و چندین بار دست به نهب و غارت اموال مرزنشینان کردستان زده بود، رضا قلی خان والی کردستان به دستور محمد شاه مأمور شد که او را از سلیمانیه اخراج و محمد پاشا (یا محمود پاشا) را که به ایران پناهنده شده بود، به حکومت آن شهر بگمارد. رضا قلی خان در حین حرکت به سمت سلیمانیه، دسته‌هایی از سپاه عثمانی را در شهر زور شکست داد، ولی بر اثر غرور و جوانی به باده‌گساری و عیاشی پرداخت و هنگامی که خود و سربازانش در حال استراحت و عیش و نوش بودند، عبداللّه پاشا بر سر آنان تاخت. رضا قلی خان به زحمت از آن مهلکه نجات یافت ولی عدهٔ زیادی از سربازانش تلف شدند و مهمات و اموال سپاه او به تصرف عبداللّه پاشا درآمد. پس از این ماجرا انگلستان به هر دو دولت ایران و عثمانی فشار وارد کرد تا صلح کنند این فشارها منتج به عهدنامۀ دوم ارزنه‌الروم شد.